# 星谷美緒
星谷 美緒（ほしたに みお、1月2日 - ）は、日本の女性声優。山梨県出身。東京俳優生活協同組合所属。

## 経歴
アニメや漫画に興味をもったきっかけは、小学生の頃に出会ったシャーマンキングである。
物語を書いたりキャラクターを作ったりするのが趣味でアイデアをノートに書き留めていたが、自分がそのキャラを演じるというやり方に気づき、中学生の頃には声優になりたいと思っていたという。高校卒業後、短大に通いつつ声優を目指して養成所に通い、声優アワード新人発掘オーディションが切っ掛けとなり、2016年より東京俳優生活協同組合所属となる。
トレーディングカードゲーム『Z/X』内のユニット「イグニッションガールズ」 および「SHiFT」（メンバー：春村奈々、中澤ミナ、和泉風花、星谷美緒、会沢紗弥） としても活動。歌もリリースしている。
2018年、『ウマ娘 プリティーダービー』でマヤノトップガンを演じていた今村彩夏の引退に伴い、同役を引き継いだ。また同役が本人にとってオーディションで初めて受かった役と語っている。

## 人物
声種はソプラノ。
特技は家具の組み立て、イラスト。趣味は読書、ゲーム、キャラクター創作。
免許・資格は普通自動車、幼稚園教諭二種免許、保育士資格。
UVERworldのファンである。
弟がいる。

## 出演
太字はメインキャラクター。

### テレビアニメ
2016年
- うたの☆プリンスさまっ♪ マジLOVEレジェンドスター（インタビュアー）
- ガーリッシュナンバー（女の子）
- 怪盗ジョーカー（虎の乙女5）
- ラララ ララちゃん シリーズ（2016年 - 2019年、ウララ） - 4シリーズ

2017年
- 異世界食堂（2017年 - 2021年、公王の娘、マルガレーテ） - 2シリーズ

2018年
- パズドラ（見物客）
- ちおちゃんの通学路（女子）
- うちのメイドがウザすぎる!（女子、少女）

2019年
- キラキラハッピー★ ひらけ!ここたま（ジュリ、あんず）
- ぼくたちは勉強ができない（男子A）
- ダンベル何キロ持てる?（ジムの会員）
- とある科学の一方通行（生徒）
- ポチっと発明 ピカちんキット（女性ファン）
- Z/X Code reunion（ゾンネ、烏丸精華）

2020年
- あひるの空（女子生徒）
- 白猫プロジェクト ZERO CHRONICLE（弓使い）
- うまよん（マヤノトップガン）
- とある科学の超電磁砲T（女子学生）

2021年
- ウマ娘 プリティーダービー Season 2（マヤノトップガン）

2022年
- クレヨンしんちゃん（人々B）

2023年
- メルちゃんハッピータイム（ネネちゃん、あおくん）

### OVA
- ウマ娘 プリティーダービー BNWの誓い（2018年、マヤノトップガン）
- うまよん（2021年、マヤノトップガン） - Blu-ray BOX新作ショートアニメ

### Webアニメ
- うまゆる（2022年、マヤノトップガン）

### ゲーム
2016年
- V.D. -バニッシュメント・デイ-（マイヤ）

2017年
- クイズRPG 魔法使いと黒猫のウィズ（アライナ、エミッサリー））

2018年
- 誰ガ為のアルケミスト（シャロン）
- 編隊少女 -フォーメーションガールズ-（アリッサ・オールストン）
- 逆転オセロニア（ライム）

2019年
- ブレイブソード×ブレイズソウル（煌刀ソハヤ、妙純傳持･八咫＝ソハヤ、子王マハ、マタゴット＝ノラ、ヘルファイアワークス、天星ソハヤ＝コスモ）
- メリーガーランド（ダンティ、クリス）
- モンスターストライク（2019年 - 2021年、ウェービア、ヤトセ）

2020年
- ラストピリオド -終わりなき螺旋の物語-（キョンシーシスターズ〈ウーリュー〉、ロラ）
- 絵師神の絆（ノーチェス)
- 星空鉄道とシロの旅（カルハ）
- Panty Party完全体（ギンガムチェック）

2021年
- ウマ娘 プリティーダービー（マヤノトップガン〈2代目〉）
- さくらの雲＊スカアレットの恋（三枝マイ）
- ソウルワーカー（ビスタ）

2022年
- ブラウンダスト（サイカ）
- ヘブンバーンズレッド（瑞原あいな）
- 終のステラ（プロフィ）

2023年
- けものフレンズ3（ジェネット）

2024年
- バニーガーデン（花奈）
- 護縁（カムイ・マトウ）
- シンギュラリティ×ラブストーリー（千夜智子）
- リバースブルー×リバースエンド（ロンド）
- ウマ娘 プリティーダービー 熱血ハチャメチャ大感謝祭!（マヤノトップガン） - DLC追加キャラクター
- アウタープレーン （クロ）

2025年
- クッキーラン：冒険の塔（エンジェル味クッキー）
- ブルーアーカイブ -Blue Archive-（橘ノゾミ）
- ガーディアンテイルズ（デイジー）

### ドラマCD
- Z/X -Zillions of enemy X- NF DramaCD 9 - 11（2016年 - 2017年、オリジナルXIII Type.XI、カーネーション、ハナエル） - 3作品
- ペルソナ5 Vol.7 完全生産限定版特典オリジナルボイスドラマCD「Summer diaries」（2018年、女性スタッフ[49]）
- Panty Party完全体 着ボイスCD（2020年、ギンガムチェック[50]）

### ASMR
- ASMR しょにおや！～いっしょにおやすみプロジェクト～ 苺花が母性い～っぱいにお兄ちゃんを甘やかしてあげます♪（2021年、桜苺花[51]）
- いえカノ～占い師の恋人と過ごすハッピーデイ～（2024年、岡嶋愛実）

### ラジオ
※はインターネット配信。
- 音泉キング「下野紘」のラジオ きみはもちろん、＜音泉＞ファミリーだよね?（2018年 - 、音泉※）[52]
- 音泉ジュニアのラジオ「守屋亨香と星谷美緒のムシャムシャ・コミュニケーションズ」（2018年、音泉※）[53]
- 星谷美緒のラジふぁぼ～火曜日～（2021年 - 2022年、Phononチャンネル※）[54]
- UMA YELL RADIO（2021年 - 2022年、音泉※）[55] - マンスリーパーソナリティ
- しふらじ！（2022年 - 、YouTube※）[56]
- 星谷美緒の月一みおた！（2022年 - 2023年、ニコニコチャンネル※）[57]
- 星谷美緒のおつきみ！（2023年 -、OPENREC.tv※）[58]
- 守屋亨香・星谷美緒の今日から見守ってみおっか！（2024年 -、OPENREC.tv※）[59]
- グリモア presents タイトル名を大声で叫ぶラジオ（2025年 - 、文化放送・超!A&G+※・QloveR※）[60][61]

### デジタルコミック
- 恋するメゾン（2018年、向井千鶴）[62]

### 朗読劇
- 朗読劇 KIRAKIRA VOICE LAND VOL.102 MORGUE×CHRONICLE LXXI 「Rapunzel 終わらない螺旋の先へと」（2025年2月8・9日、シアターウィング） - メラース（8日）、アンゼリカ（9日） 役[63]
- 俳協創立65周年記念リーディングライブ『銀河鉄道の夜 ～Night on the MILKY WAY TRAIN～』（2025年7月11日、TACCS1179） - 少女役 他[64][65]

### 映像商品
- ウマ娘 プリティーダービー 3rd EVENT WINNING DREAM STAGE Blu-ray（2022年）[66]
- ウマ娘 プリティーダービー 4th EVENT SPECIAL DREAMERS!! Blu-ray（2023年）[67]
- ウマ娘 プリティーダービー 4th EVENT SPECIAL DREAMERS!! EXTRA STAGE Blu-ray（2023年））[68]
- ウマ娘 プリティーダービー 5th EVENT ARENA TOUR GO BEYOND -WISH- & -GAZE- Blu-ray（2024年）[69]
- 法元明菜のほーみんGOOD Vol.4（2025年）

### その他コンテンツ
- Z/X公式アイドルユニット「SHiFT」（2019年 - 、アグリィ[7]）
- ピカいちちゃんねる（2019年、金魚のはじめくん〈声〉[70]）
- テレビドラマ『恋の病と野郎組2』（2022年、近衛アイ〈声〉)
- 第26回NHKハート展 朗読（2022年）[71]
- 直木賞作家×YOASOBI『はじめての』プロジェクト第一弾楽曲「ミスター」PV（2022年、島本理生「私だけの所有者」朗読[72]）
- ささもり・みゆかおり伝説の生き物調査ロケ♪in茶臼山動物園（2023年、木曽馬〈声〉）
- 翔べ！ハーレムエース（2025年、ショコラ[73]）

## ディスコグラフィ

### キャラクターソング
| 発売日   | 商品名                                                                                         | 歌 | 楽曲                                                                                         | 備考                                                                 |
| 2017年   | 2017年                                                                                         | 2017年 | 2017年                                                                                       | 2017年                                                               |
| -------- | ---------------------------------------------------------------------------------------------- | --- | -------------------------------------------------------------------------------------------- | -------------------------------------------------------------------- |
| 3月12日  | Z/X -Zillions of enemy X- NF DramaCD (11)「ソトゥニャシ放送局またたび」                        | ニーナ・シトリー（久野美咲）with ハナエル（星谷美緒）、バキエル（春村奈々） | 「Won't you come with me now ?」                                                             | 『ソトゥニャシ放送局またたび』挿入歌                                 |
| 9月17日  | Z/X -Zillions of enemy X- Character Song Album All of You                                      | イグニッションガールズ | 「君のすべて 」                                                                              | 『Z/X -Zillions of enemy X-』テーマソング                            |
| 2019年   |                                                                                                | |                                                                                              |                                                                      |
| 11月24日 | Z/X -Zillions of enemy X- SHiFT 1st Album「キミが大好きだよ」                                  | SHiFT | 「キミが大好きだよ」 「君のすべて SHiFT ver.」 「SHiFT!! 〜夢を描こう〜」                    | 『Z/X -Zillions of enemy X-』関連曲                                  |
| 2021年   |                                                                                                | |                                                                                              |                                                                      |
| 3月17日  | ウマ娘 プリティーダービー WINNING LIVE 01                                                      | スペシャルウィーク（和氣あず未）、サイレンススズカ（高野麻里佳）、トウカイテイオー（Machico）、マルゼンスキー（Lynn）、オグリキャップ（高柳知葉）、ゴールドシップ（上田瞳）、ウオッカ（大橋彩香）、ダイワスカーレット（木村千咲）、タイキシャトル（大坪由佳）、グラスワンダー（前田玲奈）、メジロマックイーン（大西沙織）、エルコンドルパサー（髙橋ミナミ）、シンボリルドルフ（田所あずさ）、エアグルーヴ（青木瑠璃子）、マヤノトップガン（星谷美緒）、メジロライアン（土師亜文）、ライスシャワー（石見舞菜香）、アグネスタキオン（上坂すみれ）、ウイニングチケット（渡部優衣）、サクラバクシンオー（三澤紗千香）、スーパークリーク（優木かな）、ハルウララ（首藤志奈）、マチカネフクキタル（新田ひより）、ナイスネイチャ（前田佳織里）、キングヘイロー（佐伯伊織） | 「GIRLS' LEGEND U」                                                                          | ゲーム『ウマ娘 プリティーダービー』オープニングテーマ                |
| 3月17日  | ウマ娘 プリティーダービー WINNING LIVE 01                                                      | スペシャルウィーク（和氣あず未）、サイレンススズカ（高野麻里佳）、トウカイテイオー（Machico）、マルゼンスキー（Lynn）、オグリキャップ（高柳知葉）、ゴールドシップ（上田瞳）、ウオッカ（大橋彩香）、ダイワスカーレット（木村千咲）、タイキシャトル（大坪由佳）、グラスワンダー（前田玲奈）、メジロマックイーン（大西沙織）、エルコンドルパサー（髙橋ミナミ）、シンボリルドルフ（田所あずさ）、エアグルーヴ（青木瑠璃子）、マヤノトップガン（星谷美緒）、メジロライアン（土師亜文）、ライスシャワー（石見舞菜香）、アグネスタキオン（上坂すみれ）、ウイニングチケット（渡部優衣）、サクラバクシンオー（三澤紗千香）、スーパークリーク（優木かな）、ハルウララ（首藤志奈）、マチカネフクキタル（新田ひより）、ナイスネイチャ（前田佳織里）、キングヘイロー（佐伯伊織） | 「うまぴょい伝説」                                                                           | ゲーム『ウマ娘 プリティーダービー』関連曲                            |
| 3月31日  | ウマ娘 プリティーダービー ANIMATION DERBY Season 2 vol.3 Original Sound Track                  | スペシャルウィーク（和氣あず未）、サイレンススズカ（高野麻里佳）、トウカイテイオー（Machico）、ウオッカ（大橋彩香）、ダイワスカーレット（木村千咲）、ゴールドシップ（上田瞳）、メジロマックイーン（大西沙織）、シンボリルドルフ（田所あずさ）、ナイスネイチャ（前田佳織里）、ツインターボ（花井美春）、イクノディクタス（田澤茉純）、マチカネタンホイザ（遠野ひかる）、メジロパーマー（のぐちゆり）、ダイタクヘリオス（山根綺）、ミホノブルボン（長谷川育美）、ライスシャワー（石見舞菜香）、ビワハヤヒデ（近藤唯）、ナリタタイシン（渡部恵子）、ウイニングチケット （渡部優衣）、キタサンブラック（矢野妃菜喜）、サトノダイヤモンド（立花日菜）、マルゼンスキー（Lynn）、マヤノトップガン（星谷美緒）、ヒシアケボノ（松嵜麗）、エアグルーヴ（青木瑠璃子）、マチカネフクキタル（新田ひより）、メイショウドトウ（和多田美咲）、セイウンスカイ（鬼頭明里）、グラスワンダー（前田玲奈）、エルコンドルパサー（髙橋ミナミ）、サクラバクシンオー（三澤紗千香）、メジロライアン（土師亜文）、メジロドーベル（久保田ひかり）、ナリタブライアン（衣川里佳） | 「うまぴょい伝説 (TV Size)」                                                                 | テレビアニメ『ウマ娘 プリティーダービー Season 2』エンディングテーマ |
| 9月22日  | ウマ娘 プリティーダービー WINNING LIVE 02                                                      | ダイワスカーレット（木村千咲）、グラスワンダー（前田玲奈）、テイエムオペラオー（徳井青空）、ナリタブライアン（衣川里佳）、シンボリルドルフ（田所あずさ）、エアグルーヴ（青木瑠璃子）、ビワハヤヒデ（近藤唯）、マヤノトップガン（星谷美緒）、ミホノブルボン（長谷川育美）、ウイニングチケット（渡部優衣）、カワカミプリンセス（高橋花林）、スイープトウショウ（杉浦しおり）、ナリタタイシン（渡部恵子）、ニシノフラワー（河井晴菜）、メジロドーベル（久保田ひかり） | 「うまぴょい伝説」                                                                           | ゲーム『ウマ娘 プリティーダービー』関連曲                            |
| 9月22日  | ウマ娘 プリティーダービー WINNING LIVE 02                                                      | ダイワスカーレット（木村千咲）、ミホノブルボン（長谷川育美）、マヤノトップガン（星谷美緒）、エアグルーヴ（青木瑠璃子）、シンボリルドルフ（田所あずさ）、ナリタブライアン（衣川里佳）、テイエムオペラオー（徳井青空）、グラスワンダー（前田玲奈） | 「Never Looking Back」                                                                       | ゲーム『ウマ娘 プリティーダービー』関連曲                            |
| 2022年   |                                                                                                | |                                                                                              |                                                                      |
| 2月15日  | Make your "HAPPY"                                                                              | SHiFT | 「Make your day」 「キラキラのサーチライト」 「サプライズ！バレンタイン」                    | 『Z/X -Zillions of enemy X-』関連曲                                  |
| 2月22日  | ウマ娘 プリティーダービー Solo Vocal Tracks Vol.3 -4th EVENT SPECIAL DREAMERS!!-               | マヤノトップガン（星谷美緒） | 「Never Looking Back（Game Size）」                                                          | ゲーム『ウマ娘 プリティーダービー』関連曲                            |
| 4月27日  | ウマ娘 プリティーダービー WINNING LIVE 05                                                      | アグネスデジタル（鈴木みのり）、マヤノトップガン（星谷美緒）、スマートファルコン（大和田仁美）、ニシノフラワー（河井晴菜）、ハルウララ（首藤志奈）、マーベラスサンデー（三宅麻理恵）、ナイスネイチャ（前田佳織里）、ツインターボ（花井美春） | 「RUN×RUN!」                                                                                 | ゲーム『ウマ娘 プリティーダービー』関連曲                            |
| 4月27日  | ウマ娘 プリティーダービー WINNING LIVE 05                                                      | スペシャルウィーク（和氣あず未）、サイレンススズカ（高野麻里佳）、トウカイテイオー（Machico）、オグリキャップ（高柳知葉）、ゴールドシップ（上田瞳）、メジロマックイーン（大西沙織）、テイエムオペラオー（徳井青空）、ナリタブライアン（衣川里佳）、シンボリルドルフ（田所あずさ）、アグネスデジタル（鈴木みのり）、タマモクロス（大空直美）、マヤノトップガン（星谷美緒）、メジロライアン（土師亜文）、アドマイヤベガ（咲々木瞳）、サクラバクシンオー（三澤紗千香）、スマートファルコン（大和田仁美）、ニシノフラワー（河井晴菜）、ハルウララ（首藤志奈）、マーベラスサンデー（三宅麻理恵）、ミスターシービー（天海由梨奈）、メジロドーベル（久保田ひかり）、ナイスネイチャ（前田佳織里）、マチカネタンホイザ（遠野ひかる）、ツインターボ（花井美春）、サトノダイヤモンド（立花日菜）、キタサンブラック（矢野妃菜喜）、サクラチヨノオー（野口瑠璃子）、メジロアルダン（会沢紗弥）、ヤエノムテキ（日原あゆみ）、ナリタトップロード（中村カンナ） | 「うまぴょい伝説」                                                                           | ゲーム『ウマ娘 プリティーダービー』関連曲                            |
| 8月17日  | ウマ娘 プリティーダービー WINNING LIVE 07                                                      | マヤノトップガン（星谷美緒） | 「ときめきスクランブル」                                                                     | ゲーム『ウマ娘 プリティーダービー』関連曲                            |
| 8月17日  | ウマ娘 プリティーダービー WINNING LIVE 07                                                      | スペシャルウィーク（和氣あず未）、サイレンススズカ（高野麻里佳）、ゴールドシップ（上田瞳）、メジロマックイーン（大西沙織）、ナリタブライアン（衣川里佳）、マヤノトップガン（星谷美緒）、メジロライアン（土師亜文）、ライスシャワー（石見舞菜香）、ウイニングチケット（渡部優衣）、マーベラスサンデー（三宅麻理恵）、メジロドーベル（久保田ひかり）、メジロパーマー（のぐちゆり）、メジロアルダン（会沢紗弥）、メジロブライト（大西綺華）、サクラローレル（真野美月） | 「うまぴょい伝説」                                                                           | ゲーム『ウマ娘 プリティーダービー』関連曲                            |
| 9月28日  | ウマ娘 プリティーダービー WINNING LIVE 08                                                      | ウオッカ（大橋彩香）、ダイワスカーレット（木村千咲）、マヤノトップガン（星谷美緒）、スマートファルコン（大和田仁美）、ダイタクヘリオス（山根綺）、サクラローレル（真野美月）、ヤマニンゼファー（今泉りおな）、ダイイチルビー（礒部花凜）、アストンマーチャン（井上ほの花）、ケイエスミラクル（佐藤日向）、コパノリッキー（稲垣好）、ホッコータルマエ（菊池紗矢香）、ワンダーアキュート（須藤叶希） | 「Gaze on Me!」                                                                              | ゲーム『ウマ娘 プリティーダービー』関連曲                            |
| 9月28日  | ウマ娘 プリティーダービー WINNING LIVE 08                                                      | スペシャルウィーク（和氣あず未）、サイレンススズカ（高野麻里佳）、ゴールドシップ（上田瞳）、ウオッカ（大橋彩香）、ダイワスカーレット（木村千咲）、メジロマックイーン（大西沙織）、ナリタブライアン（衣川里佳）、マヤノトップガン（星谷美緒）、ライスシャワー（石見舞菜香）、ウイニングチケット（渡部優衣）、スマートファルコン（大和田仁美）、ダイタクヘリオス（山根綺）、サクラローレル（真野美月）、ヤマニンゼファー（今泉りおな）、ダイイチルビー（礒部花凜）、アストンマーチャン（井上ほの花）、ケイエスミラクル（佐藤日向）、コパノリッキー（稲垣好）、ホッコータルマエ（菊池紗矢香）、ワンダーアキュート（須藤叶希） | 「うまぴょい伝説」                                                                           | ゲーム『ウマ娘 プリティーダービー』関連曲                            |
| 10月4日  | ウマ娘 プリティーダービー Solo Vocal Tracks Vol.5 －4th EVENT SPECIAL DREAMERS!! EXTRA STAGE－ | マヤノトップガン（星谷美緒） | 「We are DREAMERS!!（Game Size）」                                                           | ゲーム『ウマ娘 プリティーダービー』関連曲                            |
| 12月28日 | ウマ娘 プリティーダービー WINNING LIVE 09                                                      | トウカイテイオー（Machico）、オグリキャップ（高柳知葉）、ウオッカ（大橋彩香）、タイキシャトル（大坪由佳）、エルコンドルパサー（髙橋ミナミ）、テイエムオペラオー（徳井青空）、ナリタブライアン（衣川里佳）、エアグルーヴ（青木瑠璃子）、タマモクロス（大空直美）、ビワハヤヒデ（近藤唯）、マヤノトップガン（星谷美緒）、ミホノブルボン（長谷川育美）、イナリワン（井上遥乃）、キタサンブラック（矢野妃菜喜） | 「Ms. VICTORIA」                                                                             | ゲーム『ウマ娘 プリティーダービー』関連曲                            |
| 12月28日 | ウマ娘 プリティーダービー WINNING LIVE 09                                                      | トウカイテイオー（Machico）、オグリキャップ（高柳知葉）、ウオッカ（大橋彩香）、タイキシャトル（大坪由佳）、エルコンドルパサー（髙橋ミナミ）、テイエムオペラオー（徳井青空）、ナリタブライアン（衣川里佳）、エアグルーヴ（青木瑠璃子）、タマモクロス（大空直美）、ビワハヤヒデ（近藤唯）、マヤノトップガン（星谷美緒）、ミホノブルボン（長谷川育美）、イナリワン（井上遥乃）、スマートファルコン（大和田仁美）、キタサンブラック（矢野妃菜喜）、コパノリッキー（稲垣好）、ホッコータルマエ（菊池紗矢香）、ワンダーアキュート（須藤叶希） | 「うまぴょい伝説」                                                                           | ゲーム『ウマ娘 プリティーダービー』関連曲                            |
| 2023年   |                                                                                                | |                                                                                              |                                                                      |
| 2月25日  | Z/X -Zillions of enemy X- 10th Anniversary Album 「IGNITION」                                  | SHiFT、iDA | 「ゼクス アクティベート! -10th-（SHiFT＆iDAver）」                                           | 『Z/X -Zillions of enemy X-』関連曲                                  |
| 2月25日  | Z/X -Zillions of enemy X- 10th Anniversary Album 「IGNITION」                                  | ミーリィ（和泉風花）、アグリィ（星谷美緒） | 「Keeping the Faith（和泉風花＆星谷美緒ver）」                                               | 『Z/X -Zillions of enemy X-』関連曲                                  |
| 2月25日  | Z/X -Zillions of enemy X- 10th Anniversary Album 「IGNITION」                                  | SHiFT | 「未来がひとつに（SHiFTver）」                                                               | 『Z/X -Zillions of enemy X-』関連曲                                  |
| 3月29日  | ウマ娘 プリティーダービー WINNING LIVE 11                                                      | スペシャルウィーク（和氣あず未）、トウカイテイオー（Machico）、テイエムオペラオー（徳井青空）、ナリタブライアン（衣川里佳）、シンボリルドルフ（田所あずさ）、マヤノトップガン（星谷美緒）、マンハッタンカフェ（小倉唯）、アグネスタキオン（上坂すみれ）、アドマイヤベガ（咲々木瞳）、マーベラスサンデー（三宅麻理恵）、ミスターシービー（天海由梨奈）、ツインターボ（花井美春）、サトノダイヤモンド（立花日菜）、キタサンブラック（矢野妃菜喜）、サクラローレル（真野美月）、ナリタトップロード（中村カンナ）、シンボリクリスエス（春川芽生）、タニノギムレット（松岡美里）、メジロラモーヌ（東山奈央）、サトノクラウン（鈴代紗弓）、シュヴァルグラン（夏吉ゆうこ）、ジャングルポケット（藤本侑里） 、カツラギエース（藤原夏海） | 「DRAMATIC JOURNEY」                                                                         | ゲーム『ウマ娘 プリティーダービー』関連曲                            |
| 3月29日  | ウマ娘 プリティーダービー WINNING LIVE 11                                                      | スペシャルウィーク（和氣あず未）、トウカイテイオー（Machico）、ウオッカ（大橋彩香）、テイエムオペラオー（徳井青空）、ナリタブライアン（衣川里佳）、シンボリルドルフ（田所あずさ）、マヤノトップガン（星谷美緒）、マンハッタンカフェ（小倉唯）、アグネスタキオン（上坂すみれ）、アドマイヤベガ（咲々木瞳）、マーベラスサンデー （三宅麻理恵）、ミスターシービー（天海由梨奈）、ツインターボ（花井美春）、サトノダイヤモンド（立花日菜）、キタサンブラック（矢野妃菜喜）、ツルマルツヨシ（青山吉能）、サクラローレル（真野美月）、ナリタトップロード（中村カンナ）、シンボリクリスエス（春川芽生）、タニノギムレット（松岡美里）、メジロラモーヌ（東山奈央）、サトノクラウン（鈴代紗弓）、シュヴァルグラン（夏吉ゆうこ）、ジャングルポケット（藤本侑里）、カツラギエース（藤原夏海） | 「うまぴょい伝説」                                                                           | ゲーム『ウマ娘 プリティーダービー』関連曲                            |
| 3月29日  | アニメ『うまゆる』アルバム                                                                     | スペシャルウィーク（和氣あず未）、サイレンススズカ（高野麻里佳）、トウカイテイオー（Machico）、マルゼンスキー（Lynn）、オグリキャップ（高柳知葉）、ゴールドシップ（上田瞳）、ウオッカ（大橋彩香）、ダイワスカーレット（木村千咲）、グラスワンダー（前田玲奈）、メジロマックイーン（大西沙織）、エルコンドルパサー（髙橋ミナミ）、テイエムオペラオー（徳井青空）、シンボリルドルフ（田所あずさ）、エアグルーヴ（青木瑠璃子）、アグネスデジタル（鈴木みのり）、セイウンスカイ（鬼頭明里）、ファインモーション（橋本ちなみ）、マヤノトップガン（星谷美緒）、ユキノビジン（山本希望）、アグネスタキオン（上坂すみれ）、イナリワン（井上遥乃）、ウイニングチケット（渡部優衣）、エアシャカール（津田美波）、トーセンジョーダン（鈴木絵理）、ナカヤマフェスタ（下地紫野）、ナリタタイシン（渡部恵子）、ハルウララ（首藤志奈）、マチカネフクキタル（新田ひより）、メイショウドトウ（和多田美咲）、キングヘイロー（佐伯伊織）、マチカネタンホイザ（遠野ひかる）、ダイタクヘリオス（山根綺）、ツインターボ（花井美春）、シリウスシンボリ（ファイルーズあい）、ツルマルツヨシ（青山吉能）、シンボリクリスエス（春川芽生）、タニノギムレット（松岡美里）、ハッピーミーク（吉咲みゆ） | 「うまぴょい伝説（Game Size）」                                                              | Webアニメ『うまゆる』エンディングテーマ                              |
| 8月4日   | Z/X -Zillions of enemy X- iDOL SPECiAL SiTUATiON CD 「MiRAGE」                                 | SHiFT | 「夏の終わりに ～Stay with me～」                                                            | 『Z/X -Zillions of enemy X-』関連曲                                  |
| 9月6日   | ウマ娘 プリティーダービー WINNING LIVE 13                                                      | ナリタブライアン（衣川里佳）、マヤノトップガン（星谷美緒）、アドマイヤベガ（咲々木瞳）、イナリワン（井上遥乃）、サトノダイヤモンド（立花日菜）、キタサンブラック（矢野妃菜喜）、ヤエノムテキ（日原あゆみ）、サクラローレル（真野美月）、ナリタトップロード（中村カンナ）、サトノクラウン（鈴代紗弓）、シュヴァルグラン（夏吉ゆうこ）、ネオユニヴァース（白石晴香）、ヒシミラクル（春日さくら） | 「トレセン音頭」                                                                             | ゲーム『ウマ娘 プリティーダービー』関連曲                            |
| 9月6日   | ウマ娘 プリティーダービー WINNING LIVE 13                                                      | ナリタブライアン（衣川里佳）、マヤノトップガン（星谷美緒）、ライスシャワー（石見舞菜香）、アドマイヤベガ（咲々木瞳）、イナリワン（井上遥乃）、ミスターシービー（天海由梨奈）、マチカネタンホイザ（遠野ひかる）、イクノディクタス（田澤茉純）、ツインターボ（花井美春）、サトノダイヤモンド（立花日菜）、キタサンブラック（矢野妃菜喜）、ヤエノムテキ（日原あゆみ）、サクラローレル（真野美月）、ナリタトップロード（中村カンナ）、サトノクラウン（鈴代紗弓）、シュヴァルグラン（夏吉ゆうこ）、ホッコータルマエ（菊池紗矢香）、ネオユニヴァース（白石晴香）、ヒシミラクル（春日さくら） | 「うまぴょい伝説」                                                                           | ゲーム『ウマ娘 プリティーダービー』関連曲                            |
| 9月16日  | ウマ娘 プリティーダービー Solo Vocal Tracks Vol.7 5th EVENT ARENA TOUR GO BEYOND -GAZE-        | マヤノトップガン（星谷美緒） | 「Gaze on Me!（Game Size）」 「Ms. VICTORIA（Game Size）」 「DRAMATIC JOURNEY（Game Size）」 | ゲーム『ウマ娘 プリティーダービー』関連曲                            |
| 2024年   |                                                                                                | |                                                                                              |                                                                      |
| 7月17日  | Z/X -Zillions of enemy X- LiNK iDOL Album 「ASCENSiON」                                        | アグリィ（星谷美緒） | 「いつもの非常階段で」                                                                       | 『Z/X -Zillions of enemy X-』関連曲                                  |
| 9月28日  | ウマ娘 プリティーダービー Solo Vocal Tracks Vol.11 Twinkle Circle! in AICHI                    | マヤノトップガン（星谷美緒） | 「トレセン音頭（Game Size）」                                                                | ゲーム『ウマ娘 プリティーダービー』関連曲                            |
| 2025年   |                                                                                                | |                                                                                              |                                                                      |
| 3月5日   | ウマ娘 プリティーダービー WINNING LIVE 25                                                      | シーキングザパール (福原綾香)、マヤノトップガン (星谷美緒)、マチカネフクキタル (新田ひより) | 「SHAKEROCK (Game Size)」                                                                    | ゲーム『ウマ娘 プリティーダービー』関連曲                            |
| 5月23日  | 『ウマ娘 プリティーダービー』 Solo Vocal Tracks & Talk 6th EVENT The New Frontier              | マヤノトップガン（星谷美緒） | 「U.M.A. NEW WORLD!! （Game Size）」                                                         | ゲーム『ウマ娘 プリティーダービー』関連曲                            |
| 6月4日   | ウマ娘 プリティーダービー WINNING LIVE 27                                                      | マヤノトップガン (星谷美緒)、シーキングザパール (福原綾香)、マチカネフクキタル (新田ひより) | 「SHAKEROCK」                                                                                | ゲーム『ウマ娘 プリティーダービー』関連曲                            |
| 6月4日   | ウマ娘 プリティーダービー WINNING LIVE 27                                                      | オグリキャップ (高柳知葉)、ゴールドシップ (上田瞳)、メジロマックイーン (大西沙織)、セイウンスカイ (鬼頭明里)、タマモクロス (大空直美)、ビワハヤヒデ (近藤唯)、マヤノトップガン (星谷美緒)、カレンチャン (篠原侑)、シーキングザパール (福原綾香)、マチカネフクキタル (新田ひより)、ヒシミラクル (春日さくら)、ブラストワンピース (紫月杏朱彩)、アーモンドアイ (石原夏織)、ラッキーライラック (中島由貴)、グランアレグリア (夏目妃菜)、ラヴズオンリーユー (久保田未夢)、クロノジェネシス (真名瀬日和)、カレンブーケドール (小田杏樹) | 「うまぴょい伝説」                                                                           | ゲーム『ウマ娘 プリティーダービー』関連曲                            |

## ライブ・イベント

### 合同ライブ
| 出演日               | タイトル                                                           | 会場                                 |
| -------------------- | ------------------------------------------------------------------ | ------------------------------------ |
| 2020年2月22日        | Z/X presents SHiFT バレンタインライブ 2020 ～みんな大好きだよ♪～   | ベルサール秋葉原 B1フロア （東京都） |
| 2021年8月28日        | ウマ娘 プリティーダービー 3rd EVENT WINNING DREAM STAGE            | 東京ガーデンシアター（東京都）       |
| 2022年5月4日・5日    | ウマ娘 プリティーダービー 4th EVENT SPECIAL DREAMERS!! 横浜公演    | ぴあアリーナMM（神奈川県）           |
| 2022年11月5日        | ウマ娘 プリティーダービー 4th EVENT SPECIAL DREAMERS!! EXTRA STAGE | ベルーナドーム（埼玉県）             |
| 2023年2月12日        | オダイバ!!超次元音楽祭－ヨコハマからハッピーバレンタインフェス2023 | ぴあアリーナMM（神奈川県）           |
| 2023年9月16日        | ウマ娘 プリティーダービー 5th EVENT ARENA TOUR GO BEYOND -GAZE-    | ポートメッセなごや（愛知県）         |
| 2023年12月31日       | 第7回 ももいろ歌合戦                                               | 横浜アリーナ（神奈川県）             |
| 2024年10月6日        | Z/X iDOL Project GALAXi LiVE 「HOP！ STEP♪ ASCENSiON⤴」            | I'M A SHOW（東京都）                 |
| 2024年10月19日・20日 | ウマ娘 プリティーダービー Twinkle Circle! in MAKUHARI              | 幕張メッセ イベントホール（千葉県）  |
| 2025年5月24日        | ウマ娘 プリティーダービー 6th EVENT The New Frontier 春公演        | さいたまスーパーアリーナ（埼玉県）   |

### シリーズ一覧
1. ↑  『異世界食堂』（2017年）、『異世界食堂2』（2021年）

### ユニットメンバー
1. ↑  星谷美緒、春村奈々
2. 1 2 3 4 5  プリズム（春村奈々）、ニュー（中澤ミナ）、ミーリィ（和泉風花）、アグリィ（星谷美緒）、ペクティリス（会沢紗弥）
3. ↑  カナ（園山ひかり）、アラネ（汐入あすか）、エンジュ（七海こころ）